# HMAS Perth (D29)
HMAS Perth (I29/D29), là một tàu tuần dương hạng nhẹ thuộc lớp Leander cải tiến đã phục vụ cùng Hải quân Hoàng gia Australia trong Chiến tranh Thế giới thứ hai. Nó thoạt tiên được chế tạo cho Hải quân Hoàng gia Anh Quốc, và được đưa vào hoạt động dưới tên gọi HMS Amphion vào năm 1936. Sau vài năm phục vụ cùng Trạm Bắc Mỹ và Tây Ấn, nó được chuyển cho Hải quân Hoàng gia Australia và đưa vào hoạt động dưới tên gọi HMAS Perth.
Lúc mở đầu Thế Chiến II, Perth đảm nhiệm việc tuần tra tại vùng biển Australia trước khi được gửi đến Địa Trung Hải vào cuối năm 1940. Tại đây, Perth đã tham gia các trận Hy Lạp, Crete và Syria trước khi quay trở về Australia vào cuối năm 1941. Vào tháng 2 năm 1942, Perth sống sót sau thất bại của lực lượng Đồng Minh trong trận chiến biển Java, trước khi bị ngư lôi đánh chìm trong trận chiến eo biển Sunda. Trong tổng số 681 thành viên thủy thủ đoàn, 353 người đã tử trận lúc nó bị đánh chìm, 110 người khác thiệt mạng trước và trong khi bị bắt làm tù binh chiến tranh, chỉ còn lại 218 người còn sống sót quay trở về Australia sau khi chiến tranh kết thúc.

## Thiết kế và chế tạo
Con tàu là một trong số ba chiếc tàu tuần dương hạng nhẹ thuộc lớp Leander cải tiến được chế tạo cho Hải quân Hoàng gia. Lớp phụ Leander cải tiến đôi khi còn được gọi là lớp "lớp Perth" hoặc "lớp Amphion", theo cái tên ban đầu của con tàu, HMS Amphion. Nó có trọng lượng choán nước 6.830 tấn, với chiều dài chung 562 foot 3.875 inch (269,72 m), chiều rộng mạn thuyền 56 foot 8 inch (17,27 m) và mớn nước 19 foot 7 inch (5,97 m).
Khác biệt chủ yếu so với năm chiếc Leander ban đầu là những chiếc sau này có hệ thống động lực được tách thành hai ngăn kín nước riêng biệt trước và sau (hai turbine hộp số Parsons và hai nồi hơi ống nước Admiralty trong mỗi ngăn động lực), cho phép con tàu vẫn có thể tiếp tục hoạt động nếu một trong hai ngăn bị hư hại. Hệ thống động lực này tạo ra công suất 72.000 mã lực càng (54.000 kW) cho bốn chân vịt, có thể đẩy con tàu lên đến tốc độ tối đa 31,7 hải lý trên giờ (58,7 km/h; 36,5 mph). Ở tốc độ tối đa, chiếc tàu tuần dương có thể đi được 1.780 hải lý (3.300 km; 2.050 mi), trong khi ở một vận tốc hiệu quả hơn 22,7 hải lý trên giờ (42,0 km/h; 26,1 mph) giúp nó đi được quãng đường 6.060 hải lý (11.220 km; 6.970 mi). Hai ống khói thoát khí riêng biệt dành cho mỗi ngăn động cơ làm cho các còn tàu cải tiến có một dáng vẽ khác biệt so với những chiếc Leander trước đó vốn chỉ có một ống khói. Để che phủ các ngăn động cơ riêng biệt, vỏ giáp hông được mở rộng từ 84 foot (26 m) lên 141 foot (43 m), sử dụng phần trọng lượng tiết kiệm được do việc tách biệt khoang động cơ.
Vũ khí chính trang bị cho lớp Leander là tám khẩu hải pháo BL 152 mm (6 inch) Mk XXIII bố trí trên bốntháp pháo nòng đôi. Trong khi thiết kế, người ta dự tính cải biến các tháp pháo 6 inch tận cùng phía trước và phía sau thành tháp pháo ba nòng thay vì nòng đôi, nhưng kế hoạch bị hủy bỏ khi người ta khám phá rằng những sự thay đổi cần thiết gây ra nhiều hậu quả tiêu cực, bao gồm việc giảm bớt tốc độ tối đa cùng hiệu quả điều khiển hỏa lực.
Dàn pháo hạng hai ban đầu bao gồm bốn khẩu hải pháo QF 102 mm (4 inch) Mk XVI nòng đơn, sau đó được nâng cấp lên bốn khẩu đội nòng đôi. Để phòng thủ ở tầm gần, con tàu được trang bị mười hai súng máy Vickers.50 trên ba bệ bốn nòng cùng mười khẩu súng máy.303 inch Lewis và Vickers. Tám ống phóng ngư lôi 21-inch Mark VII được bố trí trên hai bệ bốn nòng. Chiếc tàu tuần dương mang theo một thủy phi cơ trên máy phóng, ban đầu là kiểu Supermarine Seagull V, và sau này là kiểu Supermarine Walrus. Vào lúc đưa vào phục vụ cùng Australia, thủy thủ đoàn của nó có 646 người (35 sĩ quan và 611 thủy thủ); nhưng vào lúc bị mất, có 681 người trên tàu: 671 thuộc hải quân, 6 nhân sự Không quân Hoàng gia Australia, và bốn nhân viên dân sự phục vụ nhà ăn.
Nó được đặt lườn như là chiếc HMS Amphion tại xưởng đóng tàu của Căn cứ Hải quân Hoàng gia Portsmouth, Anh Quốc vào ngày 26 tháng 6 năm 1933, được hạ thủy vào ngày 26 tháng 7 năm 1934 bởi Nữ hầu tước Titchfield, được đưa vào hoạt động cùng Hải quân Hoàng gia Anh Quốc tại Portsmouth ngày 15 tháng 6 năm 1936, và hoàn tất vào tháng 7 năm 1936.

## Lịch sử hoạt động

### Phục vụ cùng Hải quân Hoàng gia
Khi được đưa ra hoạt động, Amphion đã phục vụ tại vùng biển Caribbe, Đại Tây Dương và Thái Bình Dương trong thành phần Trạm Bắc Mỹ và Tây Ấn.

### Thuộc sở hữu Australia
Vào năm 1939, Amphion được bán cho chính phủ Australia, và đưa vào hoạt động cùng Hải quân Hoàng gia Australia tại Portsmouth vào ngày 29 tháng 6 năm 1939; nó được đổi tên thành HMAS Perth vào ngày 10 tháng 7 năm 1939 bởi Vương tôn nữ Marina của Hy Lạp và Đan Mạch, Công tước phu nhân xứ Kent, trở thành chiếc tàu chiến đầu tiên được đặt tên theo thành phố Perth, Western Australia.. Thủy thủ đoàn của nó được thành lập dựa trên nhân sự của chiếc HMAS Adelaide, vốn đã được đưa về lực lượng dự bị một tháng trước đó.
Trong chuyến đi đầu tiên quay trở về Australia, Perth được sử dụng như là đại diện cho quốc gia mới này tại cuộc Hội chợ Quốc tế New York 1939. Nó về đến vùng biển Australia vào tháng 3 năm 1940.

### Chiến tranh Thế giới thứ hai
Vai trò đầu tiên của Perth trong chiến tranh là tuần tra và hộ tống các đoàn tàu vận tải tại vùng biển nhà. Vai trò này kéo dài cho đến tháng 11 năm 1940, khi nó được gửi sang chiến trường Địa Trung Hải để thay phiên cho tàu tuần dương chị em Sydney, nơi nó đã có mặt trong Trận chiến mũi Matapan.
Vào tháng 3 năm 1941, Perth hỗ trợ các hoạt động tăng viện cho Hy Lạp của lực lượng Đồng Minh, và sau đó là việc triệt thoái khỏi nước này vào tháng 4. Chiếc tàu tuần dương cũng tham gia trận Crete trong tháng 4 và tháng 5. Đến tháng 6 và tháng 7, nó hoạt động chống lại lực lượng Vichy Pháp tại Syria trước khi quay trở về Australia vào tháng 8 để tái trang bị. Khi hoàn tất, nó lại được sử dụng trong việc hộ tống các đoàn tàu vận tải tại vùng biển nhà cho đến đầu năm 1942.
Vào ngày 14 tháng 2 năm 1942, dưới quyền chỉ huy của Đại tá Hải quân Hector Waller, Perth di chuyển cùng với một đoàn tàu vận tải gồm những tàu chở dầu rỗng đi đến Đông Ấn thuộc Hà Lan: phe Đồng Minh tìm cách lấy lại số lượng dầu mỏ càng nhiều càng tốt trước khi Nhật Bản xâm chiếm được quần đảo này. Tuy nhiên, đang trên đường đi, các tàu chở dầu được lệnh quay trở lại Australia, còn Perth được gửi đến để gia nhập Hạm đội ABDA, một lực lượng hỗn hợp của các nước Hoa Kỳ, Anh, Hà Lan và Australia. Nó đi đến Tanjong Priok vào ngày 24 tháng 2, rồi tiếp tục đi đến Surabaya ngày hôm sau, nơi nó gặp gỡ Hạm đội ABDA (bao gồm bốn tàu tuần dương khác và chín tàu khu trục). Nhận được báo cáo về một đoàn tàu vận tải Nhật Bản, bao gồm tám tàu tuần dương, 12 tàu khu trục và 30 tàu vận tải, đang băng qua eo biển Makassar hướng đến Surabaya, Hạm đội ABDA, dưới quyền chỉ huy của Chuẩn Đô Đốc người Hà Lan Karel Doorman bên trên tàu tuần dương HNLMS De Ruyter, lên đường đối đầu với chúng. Các tàu chiến Nhật Bản bị phát hiện vào lúc xế trưa ngày 27 tháng 2, và các tàu chiến Đồng Minh đã nổ súng, khi Perth bắn cháy một tàu tuần dương Nhật Bản trong loạt đạn thứ hai. Lực lượng bị tách ra khi tàu tuần dương Anh Exeter bị vô hiệu hóa, rồi lại quay trở lại đối đầu; trong đó, các tàu tuần dương Hà Lan HNLMS De Ruyter và HNLMS Java bị đánh chìm bằng ngư lôi. Perth cùng với tàu tuần dương Hoa Kỳ Houston trở thành những tàu chiến lớn Đồng Minh duy nhất sống sót qua Trận chiến biển Java, và đã rút lui về Tanjong Priok, đến nơi vào ngày 28 tháng 2. Hai con tàu chiến tìm cách để được tiếp tế, nhưng việc thiếu hụt nhiên liệu khiến cho Perth chỉ nhận được phân nữa trữ lượng nhiên liệu thông thường, và hai con tàu chỉ có được số đạn dược để dành lại từ ngày chiến đấu hôm trước. Perth, Houston và tàu khu trục Hà Lan Everston được lệnh rút lui về Tjilatjap ngang qua eo biển Sunda.

### Bị mất
Perth và Houston lên đường vào lúc 19 giờ 00, trong khi Everston bị chậm trễ, và chiếc tàu chiến Australia dẫn trước đội hình. Eo biển Sunda được tin là không có sự hiện diện của tàu chiến đối phương, nhưng khi đi gần đến St. Nicholas Point, Perth phát hiện ra một con tàu; và khi nhận biết đó là một tàu khu trục Nhật Bản, chiếc tàu chiến Australia liền nổ súng. Tuy nhiên, vào lúc đó, nhiều tàu khu trục Nhật xuất hiện và bao vây hai con tàu Đồng Minh.
Đến nửa đêm, khi đạn pháo đã cạn, Thuyền trưởng Đại tá Waller ra lệnh tìm cách phá vòng vây để rút lui; nhưng con tàu liên tiếp bị đánh trúng bốn quả ngư lôi, buộc những người còn sống sót phải bỏ tàu. Perth lật úp qua mạn trái và chìm lúc 00 giờ 25 phút ngày 1 tháng 3 năm 1942. Houston trúng ngư lôi và chìm không lâu sau đó. Tổn thất nhân sự của Perth là 353 người thiệt mạng (bao gồm ba nhân sự Không quân Hoàng gia Australia và một nhân viên dân sự); bốn thủy thủ khác tử thương trên bờ. Trong số những người sống sót, 106 người đã qua đời trong khi bị giam giữ như tù binh chiến tranh, bao gồm một nhân sự Không quân Hoàng gia, trong đó 38 người thiệt mạng do các cuộc không kích Đồng Minh vào các con tàu địa ngục.. Khi chiến tranh kết thúc, 218 người còn lại đã được hồi hương trở về Australia.
Thành tích phục vụ trong chiến tranh của con tàu tuần dương được ghi nhận qua việc được tặng thưởng tám Vinh dự Chiến đấu: "Đại Tây Dương 1939", "Malta 1941", "Matapan 1941", "Hy Lạp 1941", "Crete 1941", "Địa Trung Hải 1941", "Thái Bình Dương 1941-1942" và "Eo biển Sunda 1942".